# Don Ryder, Baron Ryder of Eaton Hastings
Sydney Thomas Franklin Ryder, Baron Ryder of Eaton Hastings (* 16. September 1916; † 12. Mai 2003) bekannt als Don Ryder war ein Geschäftsmann und Labour Peer.

## Karriere
Ryder war Vorsitzender des National Enterprise Board und war an der Entwicklung des Ryder Reports beteiligt. Der Ryder-Report war ein Restrukturierungsplan für British Leyland während der 1970er Jahre.
1972 wurde er zum Ritter (Knight Bachelor) geschlagen. Am 15. Juli 1975 wurde er zum Life Peer mit dem Titel Baron Ryder of Eaton Hastings, of Eaton Hastings in the County of Oxfordshire, erhoben und gehörte fortan dem House of Lords an.